# Cuéntame (canción de Fórmula V)
«Cuéntame» es una canción del grupo pop español Fórmula V, publicada en 1969.

## Descripción
Se trata de uno de los temas más populares de la banda. En cuanto a la letra, en ella se interroga a un interlocutor, a su regreso después de una supuesta marcha, sobre sus lejanas experiencias en la vida.

## Cuéntame cómo pasó
En 2001 el tema se convirtió en la sintonía de cabecera y dio título a Cuéntame cómo pasó (inicialmente Cuéntame), que llegaría a convertirse en la serie de televisión más longeva en España y una de las más populares.
Con arreglos de David San José (con adaptación también de la letra por Javier G. de Amezúa), el tema comenzó siendo interpretado por Ana Belén hasta la 9.ª temporada y durante la última temporada de la serie y posteriormente por Pitingo (10.ª temporada), Rosario Flores (11.ª temporada), Alejo Stivel (12.ª temporada), Estrella Morente (13.ª temporada), Miguel Bosé (14.ª temporada), Los Secretos (15.ª y 16.ª temporadas), Miguel Ríos (17.ª, 18.ª y 19.ª temporadas), Ana Torroja (20.ª temporada), Rozalén (21.ª temporada) y Raphael (22.ª temporada).

## Otras versiones
En 2019 fue versionada por Nerea Rodríguez, en el programa de La 1 de TVE La mejor canción jamás cantada.